# Latigazo (canción)
«Latigazo»  es una canción de reguetón interpretada por Daddy Yankee. Fue lanzada en el disco El Cangri.com en el año 2002. La canción fue un éxito en Centroamérica y el Caribe. Tuvo una acogida increíble por los fanáticos y artistas en el año 2002, tanto así que artistas como Don Omar, Héctor el Father, Tito El Bambino, Nicky Jam, Luny Tunes y Lito & Polaco llamaron a Yankee para que el cante la canción y el público se alborote.

## Lista de canciones

### CD sencillo
| N.º | Título                                                                        | Duración |  |
| 1.  | «Latigazo»                                                                    | 2:33     |  |
| 2.  | «Latigazo» (Instrumental)                                                     | 2:33     |  |
| 3.  | «Latigazo» (En Vivo)(Featuring Héctor el Father, Tito El Bambino & Nicky Jam) | 3:18     |  |
| 4.  | «Latigazo» (En vivo 2)(Featuring Nicky Jam)                                   | 2:48     |  |

## Vídeo
El vídeo fue grabado en la isla de Puerto Rico y en las calles de New York, se trata de una mujer supuestamente seria, pero que por dentro esconde una fiera. Además que aparece el jugador de baloncesto Kobe Bryant en un cameo.

## Créditos y personal
- Voz : Daddy Yankee
- Producción : DJ Blass
- Letra : Daddy Yankee
- Pista : DJ Blass

En vivo 1
- Voz: Daddy Yankee & Nicky Jam, Hector & Tito
- DJ: Luny Tunes
- Corista: Don Omar & Tommy Viera

En vivo 2
- Voz : Daddy Yankee
- DJ: DJ Urba
- Corista : Nicky Jam